# 식스틴 블록
《식스틴 블럭》(16 Blocks)은 리처드 도너 감독의 2006년 액션 스릴러 영화이다. 브루스 윌리스, 모스 데프 등이 출연한다.

## 출연
- 브루스 윌리스
- 모스 데프
- 데이비드 모스
- 제나 스턴
- 케이시 샌더
- 실크 코자트
- 데이비드 제이어스
- 로버트 래키
- 패트릭 개로
- 사샤 로이즈
- 콘라드 플라
- 헥터 유배리
- 피터 맥로비
- 로버트 클로헤시
- 킴 챈
- 스티브 케이핸
- 톰 블라시하

## 기타 제작진
- 공동 제작: 데릭 호프먼, 브라이언 리드
- 라인 제작: D.J. 카슨
- 협력 제작: 토드 길버트, 스티븐 J. 이즈
- 배역: 로빈 D. 쿡
- 미술: 아브 그레이왈
- 의상: 비키 그레이프

## 이모저모
- 이 영화에서 대다수 경찰이 사용하는 반자동 권총은 글록 19이다.